# Organización de significado personal
El concepto de Organización de Significado Personal (OSP) es utilizado por la Psicología Cognitiva Posracionalista, para definir al ordenamiento de la  experiencia inmediata del ser humano, caracterizada por un modo único y personal de agrupar y combinar las tonalidades emocionales básicas, más un sistema explicativo que, en permanente relación funcional con el anterior, intenta hacer consistente esa experiencia en torno a una imagen consciente del sí mismo, que otorgue un significado viable a la propia experiencia. Es entendida como un proceso, es decir, como una modalidad de procesar el conocimiento, y no como un contenido particular del mismo.
Las Organizaciones de Significado Personal no son sencillamente categorías psicopatológicas. Si bien cada organización tiene vulnerabilidades particulares que pueden dar lugar a perturbaciones de la salud mental, las personas que organizan su experienciasde estas maneras no necesariamente padecerán psicopatología. Las OSP son una categorización de diversas maneras en que los seres humanos nos relacionamos con nosotros mismos y nuestra experiencia.

## Origen
Las organizaciones de significado personal encuentran su origen en la teoría psicológica desarrollada por Vittorio Guidano. Cada organización de significado personal es única. Se conforma a lo largo del ciclo evolutivo de la persona mediante la estructuración de significados. El significado es lo que le permite al ser humano dar coherencia y sentido de continuidad a su vida. Para ello, se vale del lenguaje, que construye en términos de proposiciones verbales una explicación de la experiencia inmediata que ha percibido.  Asimismo, le permite destacar el contenido informativo de lo percibido de la tonalidad afectiva. Para que este proceso se pueda llevar a cabo, es necesaria la intersubjetividad, que facilita el conocimiento formal y el autoconocimiento, gracias a la interacción con los otros. Esta interacción hace referencia a la importancia del vínculo humano, principalmente desde el nacimiento y en el período de desarrollo, en el que todo ser humano necesita mantener proximidad física y emotiva, con una figura significativa. La naturaleza del vínculo, es decir, el apego que se desarrolle, determinará a cada organización de significado personal.

## Características
Es posible encontrar ciertas regularidades en las organizaciones de significado personal (OSP):
- Siguen en su formación un camino evolutivo específico que puede ser comprendido en su relación con patrones vinculares familiares específicos.
- Son consideradas como procesos de ordenamiento y no como simples contenidos de conocimientos. Estos modos de procesamiento de cada organización dan forma a los diversos contenidos.
- No se observan organizaciones en estado puro, en general, se combinan.
- No son entidades, es decir, no existen en sí mismas, sino que constituyen llaves conceptuales.
- Cualquiera de las organizaciones puede asumir el estado de normalidad, neurosis y psicosis. Estas últimas, son dimensiones en las que un mismo significado personal puede funcionar en el curso de una vida.[1][5]
- Son consistentes con la coherencia sistémica y la experiencia vivida de la persona.

## Clasificación
A fines metodológicos se las puede agrupar con patrones definidos, que permiten su diferenciación:

### Organización de significado personal depresiva
En la organización depresiva lo más importante es que el infante ha percibido una pérdida física o emocional. En la familia depresiva, la pérdida se transforma en una pérdida por responsabilidad personal. El niño se siente responsable y se produce una inversión de roles, el padre pone al hijo en un rol parental. Así, el niño es expuesto a problemas o situaciones que no puede resolver y los padres no le ofrecen el apoyo o sostén emocional necesario. La accesibilidad a ellos está bloqueada. Aquí aparece el primer aspecto de la organización, que consiste en mantener la lejanía física con los padres.
El segundo aspecto, implica que el niño percibe a sus padres como inaccesibles. Experimenta esto como un rechazo, organizando así su núcleo central del sí mismo sobre la base de la desesperación -sensación de «ninguno me ayuda, soy inayudable»- y rabia -hacia personas que no le dan acceso-. En este momento el niño se defiende mediante la evitación. 
En la adolescencia se inicia el pensamiento abstracto, dejando atrás el pensamiento concreto. Con ello, la evitación se vuelve más articulada y sofisticada. En sus relaciones, el adolescente no alcanza un nivel elevado de compromiso emocional o son relaciones que cuando alcanzan un cierto grado de intimidad él se despega. Primero se trata de una evitación física, luego será la evitación emocional y después la evitación de la intimidad, siempre orientado a prevenir la pérdida.
Así, la coherencia interna de una persona depresiva, será en la adultez una paradoja. Por un lado, se lanzará a la búsqueda de un sostén emocional seguro, sin embargo, como no puede concretar momentos de intimidad y los evita, no logra encontrar apoyo emocional estable. La organización de significado personal depresiva para sobrevivir evitará constantemente repetir la experiencia de pérdida.

### Organización de significado personal fóbica
Lo que ocurre en la organización fóbica parece opuesto a la organización depresiva. Aquí, el niño no logra experimentar una separación de la figura protectora de los padres. Esto es producido porque el niño tiene bloqueada indirectamente su capacidad de exploración. Este bloqueo es indirecto, dado que no lo percibe conscientemente.Los patrones de la familia fóbica implican una excesiva atención, protección y cariño de los progenitores hacia el niño. La realidad es vivida como sumamente peligrosa y no se puede vivir sin una protección adecuada. Como consecuencia, los padres no le permiten al niño lanzarse al mundo para explorarlo y conocerlo. Vittorio Guidano lo describe de la siguiente manera: «La exploración es bloqueada siempre indirectamente, nunca el niño percibe que le están bloqueando. No puede explorar porque está demasiado mal, no porque los padres no quieren que vaya a jugar, sino porque el mundo es peligroso. Uno va a jugar y se enfría, le da pulmonía y se puede morir. (…) No darle permiso para ir a jugar está conectado con una manifestación de cariño, de ternura, de protección. El niño siente que la realidad en sí misma es peligrosa y que si no fuera por los padres que lo acuden cariñosamente, no podría sobrevivir. Nunca percibe la constricción de esta situación familiar».
En la adolescencia, se inicia un proceso de discrepancia en la imagen de sí mismo. Ha desarrollado una imagen positiva, pero se vivencia a sí mismo como limitado y débil. Experimenta mayor libertad e independencia, y es invitado a explorar la realidad. Sin embargo, la percibe como constrictiva y siente miedo. 
La organización fóbica oscilará siempre entre el miedo y la curiosidad. Su problema radica en encontrar el equilibrio entre ser libre y estar protegido.

### Organización de significado personal de los desórdenes alimentarios psicogénicos
En la estructura familiar de las organizaciones de los desórdenes alimentarios psicogénicos (DAP), el énfasis es puesto en la imagen de sí mismo y en el juicio de los otros. La familia debe ser perfecta. La comunicación es indirecta, ambigua y falsa. No se expresa lo que sucede, se ocultan los aspectos problemáticos de la vida. Aun cuando el infante percibe en la realidad un conflicto, luego se le es negado. De este modo, el niño nunca se encuentra seguro de lo que experimenta, siente o percibe, necesitando constantemente la confirmación de los otros que le exigen redefinir sus emociones.
Otro aspecto importante, es la continua invasión e intrusión del espacio privado del niño, que es acompañado de un alto nivel de desconfirmación. La familia prioriza la imagen y no a la persona, y no considera lo que el niño piensa o cómo se siente. Siempre se le anticipa cómo tiene que pensar y sentir.Se muestran como niños perfectos y complacen a sus padres. Poseen una edad emocional inferior a la de sus coetáneos, y evita el contacto con éstos por temor a enfrentarse a ellos. Principalmente, se apega a los adultos. Esta situación continúa en la adolescencia.
El sentido de su sí mismo siempre es construido sobre criterios externos, no sobre criterios interiores, para cumplir con las expectativas de los otros. Las polaridades que se encuentran en esta organización son la necesidad de aprobación vs el temor al rechazo y el temor de exposición vs la sensibilidad al juicio ajeno.

### Organización de significado personal obsesiva
El tipo de apego característico de la familia obsesiva es lo que técnicamente se define como apego ambivalente. Este último Guidano lo define como una actitud que posee al menos uno de los progenitores, puede significar un 50% que el progenitor lo acepta y un 50% que el progenitor lo rechaza: «me quiere o me odia». Esta actitud, desde el inicio produce la emergencia de un sentido de sí mismo doble, el niño vivencia una experiencia dicotómica, que se refleja en la lucha por lograr una concepción unitaria y fiable de la propia autoimagen. Todos los obsesivos tienen la sensación de ser dos personas distintas
La familia exige al niño que se comporte como un adulto. Son verbales, todo es una explicación, no pueden expresarse las emociones. No poseen todas las actividades analógicas: el contacto, la motricidad, la acción. Todo ello es anulado. 
No logran alcanzar una definición estable de la experiencia inmediata. Sólo son pensamiento puro. Esta incertidumbre la resuelven a través de estándares externos, no referidos a los otros, sino correspondientes a una ideología, asociada a temáticas morales, religiosas, de justicia, etc. De este modo, logran reducir su duda porque a cada momento se corresponden a este orden ideológico externo, que es coherente con sus criterios internos. Así lo describe Vittorio Guidano: «El problema de los obsesivos es que como son pensamiento puro, funcionan siempre de manera dicotómica. Porque el pensamiento es correcto - errado, bello - feo, bueno – malo; es una escalera con un polo positivo y un polo negativo. Como usa sólo esto, tiene siempre un pensamiento dicotómico. Entonces las cosas son siempre así: si una cosa no es bella, es fea; si no es buena, es mala. No hay ninguna graduación intermedia. Esto es también consigo mismo, es la manera con que regula las dos posibilidades del ser positivo y el ser negativo».